# Delativo
Il delativo è un caso avverbiale presente nel finnico. Usato per descrivere da dove proviene qualcosa, si ottiene posponendo le particelle -alta o -ältä a un numero limitato di pronomi. Non esiste la forma plurale.
Esempi:
- täältä = da lì
- tuolta (eccezione) = da laggiù